# Ladzany
Ladzany (em húngaro: Ledény) é um município da Eslováquia, situado no distrito de Krupina, na região de Banská Bystrica. Tem 26,52 km² de área e sua população em 2018 foi estimada em 275 habitantes.

## Demografia
| Ano:        | 1994 | 2004   | 2014   | 2024    |
| ----------- | ---- | ------ | ------ | ------- |
| Broj ljudi: | 298  | 299    | 302    | 254     |
| Razlika:    |      | +0,33% | +1,00% | -15,89% |

| Ano:               | 2023 | 2024   |
| ------------------ | ---- | ------ |
| Número de pessoas: | 253  | 254    |
| Diferença:         |      | +0,39% |